# Tattoo Bob

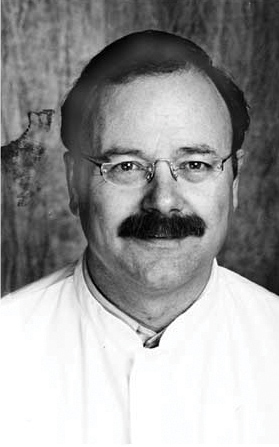
Tattoo Bob

Tattoo Bob (echte naam: Aad Moelker) (1948)is de eigenaar van de gelijknamige tatoeage-praktijk in de wijk Katendrecht op Rotterdam-Zuid.
In 1968 begon Bob met tatoeëren in een keldertje op de Brede Hilledijk op Katendrecht. In deze tijd zaten er maar vier tattooshops in Nederland en Bob hoort bij de pioniers van Nederland op het gebied van tatoeage. Destijds was tatoeëren voornamelijk voorbestemd voor de zeelui. Net als de Reeperbahn in Duitsland was Katendrecht in deze jaren een van de grootste prostitutiewijken van Europa. Er kwamen veel zeelui een avondje stappen, en zij lieten al dan niet in een dronken bui 'iets' zetten. Het maakte niet zoveel uit wat er dan gezet werd. Vaak was het de naam of de afbeelding van een meisje of een schip, een anker of een roos. Begin jaren 80  verhuisde het bedrijf naar de Delistraat, wat het centrum van vertier was. Tattoo Bob was een van de eersten die begon met steriel tatoeëren. Hij gaf zijn zaak het uiterlijk van een dokterspraktijk met witte vloeren en wanden. Zelf ging hij gekleed in een witte doktersjas. Tegenwoordig houdt Tattoo Bob zijn zaak samen met zijn vrouw, zoons, dochter en schoondochters draaiende.

Aad werkte jaren samen met zijn broer Wim Moelker. Een conflict leidde ertoe dat ze uiteen gingen en beiden een eigen shop met de naam "Tattoo Bob" bedreven. Wim Moelker had zijn shop op de Pleinweg te Rotterdam. Aad won de rechtszaak om de naam "Tattoo Bob" waarop zijn broer de naam moest veranderen.

## Katendrecht
Toen Tattoo Bob begon, was Katendrecht een levendige wijk vol met tattooshops, prostituees en zeelui. Het was ook de Chinatown en een belangrijk uitgaanscentrum van Rotterdam.
Uiteindelijk zaten er in de jaren 70 en 80 meerdere tattooshops op Katendrecht en was het in die tijd een walhalla voor tatoeageliefhebbers. De zaak van Tattoo Bob was toen dag en nacht open. Het keldertje waarin Tattoo Bob zijn werkzaamheden begon, is nog steeds onderwerp van gesprek bij klanten van vroeger. Tegenwoordig is het zeemansleven van Katendrecht verdwenen, maar na een grondige renovatie van het Deliplein is Katendrecht weer populair geworden bij een nieuwe groep mensen. Veel nieuwe restaurants en de SS Rotterdam, zorgen voor een nieuwe toestroom naar Katendrecht.
Bob is de laatst overgebleven tatoeëerder uit die tijd, daarom wordt hij vaak gevraagd naar zijn mening omtrent het tatoeage- en piercingvak. Hij is op die manier bekend geworden van radio en TV. Zijn zaak wordt regelmatig bezocht door diverse BN'ers  Tegenwoordig kun je bij Tattoo Bob buiten het laten zetten van een tatoeage ook terecht voor piercings, permanente make-up en microdermal piercing-piercings.

## Faam
Tattoo Bob werd afgebeeld in de strip 'Jan Jans en de kinderen' en is regelmatig op radio en televisie..
Op 25 april 2013 kwam Bob in het nieuws en baarde opzien met het zetten van Oranje-tatoeages en het tatoeëren van Willem-Alexander en Maxima op een achterpartij van een klant.